# Rallye de Suède 1999
Le Rallye de Suède 1999, est la 48e édition du rallye de Suède et la deuxième manche du championnat du monde des rallyes 1999. Il se déroule sur trois jours entre le 12 et le 14 février 1999. Le rallye se dispute autour de Karlstad et se compose de dix-neuf spéciales. La distance cumulée des tronçons chronométrés est de 384,30 km. Le rallye est remporté par Tommi Mäkinen et Risto Mannisenmäki.

## Engagés
Cent deux équipages participent au rallye de Suède 1999. Dix d'entre eux sont inscrits dans le Groupe A et peuvent marquer des points pour leur écurie qui seront comptabilisés au championnat du monde des constructeurs. Parmi les écuries officielles participant au championnat du monde, Škoda Motrosport est la seule à ne pas être présente lors de cette épreuve. 
Le pilote norvégien Petter Solberg fait ses débuts au sein de l'écurie M-Sport au volant d'une Ford Escort WRC. 
| No. | Pilote          | Copilote           | Écurie                       | Voiture                   | Pneus |
| --- | --------------- | ------------------ | ---------------------------- | ------------------------- | ----- |
| 1   | Tommi Mäkinen   | Risto Mannisenmäki | Marlboro Mitsubishi Ralliart | Mitsubishi Lancer Evo VI  | M     |
| 2   | Freddy Loix     | Sven Smeets        | Marlboro Mitsubishi Ralliart | Mitsubishi Lancer Evo VI  | M     |
| 3   | Carlos Sainz    | Luis Moya          | Toyota Castrol Team          | Toyota Corolla WRC        | M     |
| 4   | Didier Auriol   | Denis Giraudet     | Toyota Castrol Team          | Toyota Corolla WRC        | M     |
| 5   | Richard Burns   | Robert Reid        | Subaru World Rally Team      | Subaru Impreza S5 WRC '99 | P     |
| 6   | Juha Kankkunen  | Juha Repo          | Subaru World Rally Team      | Subaru Impreza S5 WRC '99 | P     |
| 7   | Colin McRae     | Nicky Grist        | Ford World Rally Team        | Ford Focus WRC '99        | M     |
| 8   | Thomas Rådström | Fred Gallagher     | Ford World Rally Team        | Ford Focus WRC '99        | M     |
| 9   | Harri Rovanperä | Risto Pietilainen  | SEAT Sport                   | SEAT Córdoba WRC          | P     |
| 10  | Marcus Grönholm | Tero Gardemeister  | SEAT Sport                   | SEAT Córdoba WRC          | P     |

## Calendrier des spéciales
| Date       | No.  | Horaire | Nom de la spéciale     | Distance |
| ---------- | ---- | ------- | ---------------------- | -------- |
| 12 février |      | 10:13   | Service A, Hagfors     | -        |
| 12 février | SS1  | 10:38   | Malta                  | 11.88 km |
| 12 février | SS2  | 11:24   | Sunnemo                | 30.87 km |
| 12 février |      | 11:53   | Service B, Hagfors     | -        |
| 12 février | SS3  | 12:52   | Hamra                  | 30.69 km |
| 12 février | SS4  | 13:55   | Torsby                 | 4.00 km  |
| 12 février |      | 14:15   | Service C, Torsby      | -        |
| 12 février | SS5  | 15:03   | Bjälverud              | 21.58 km |
| 12 février | SS6  | 15:39   | Mangen                 | 22.09 km |
| 12 février |      | 16:35   | Service D, Westom      | -        |
| 12 février | SS7  | 17:41   | Langjohanstorp         | 19.44 km |
| 12 février | SS8  | 19:08   | Kalvholmen             | 2.10 km  |
| 12 février |      | 19:41   | Service E, Karlstad    | -        |
| 13 février |      | 9:13    | Service F, Hagfors     | -        |
| 13 février | SS9  | 10:18   | Sagen 1                | 14.76 km |
| 13 février | SS10 | 11:07   | Fredriksberg           | 27.83 km |
| 13 février |      | 12:14   | Service G, Grängesberg | -        |
| 13 février | SS11 | 13:13   | Nyhammar               | 27.79 km |
| 13 février |      | 14:25   | Service H, Borlänge    | -        |
| 13 février | SS12 | 15:24   | Jutbo                  | 47.65 km |
| 13 février |      | 16:35   | Service I, Borlänge    | -}       |
| 13 février | SS13 | 17:30   | Skog                   | 22.82 km |
| 13 février | SS14 | 18:30   | Lugnet                 | 2.00 km  |
| 13 février |      | 19:22   | Service J, Borlänge    | -        |
| 14 février |      | 7:05    | Service K, Grängesberg | -        |
| 14 février | SS15 | 8:03    | Stromsdal              | 13.93 km |
| 14 février | SS16 | 8:56    | Rammen 1               | 23.81 km |
| 14 février |      | 9:34    | Service L, Hagfors     | -        |
| 14 février | SS17 | 10:49   | Sagen 2                | 14.76 km |
| 14 février | SS18 | 11:42   | Rammen 2               | 23.81 km |
| 14 février |      | 12:20   | Service M, Hagfors     | -        |
| 14 février | SS19 | 14:00   | Mangstorp              | 22.49 km |
| 14 février |      | 15:20   | Service N, Karlstad    | -        |
| Source :   |      |         |                        |          |

## Résumé de l'épreuve

### Premier jour
Le premier jour du rallye du Suède, qui comporte huit spéciales, est marqué par un duel entre Tommi Mäkinen et Carlos Sainz. Le pilote espagnol remporte quatre spéciales (contre trois pour Mäkinen) mais il accuse près de deux secondes de retard sur le pilote Finlandais à l'issue de la première journée. 
| Classement | Pilote          | Voiture                   | Temps             |
| ---------- | --------------- | ------------------------- | ----------------- |
| 1          | Tommi Mäkinen   | Mitsubishi Lancer Evo VI  | 1 h 15 min 35,7 s |
| 2          | Carlos Sainz    | Toyota Corolla WRC        | 1 h 15 min 37,4 s |
| 3          | Thomas Rådström | Ford Focus WRC '99        | 1 h 15 min 57,4 s |
| 4          | Didier Auriol   | Toyota Corolla WRC        | 1 h 16 min 10,9 s |
| 5          | Colin McRae     | Ford Focus WRC '99        | 1 h 17 min 32,8 s |
| 6          | Richard Burns   | Subaru Impreza S5 WRC '99 | 1 h 18 min 02,6 s |
| 7          | Juha Kankkunen  | Subaru Impreza S5 WRC '99 | 1 h 18 min 03,0 s |
| 8          | Pasi Hagström   | Toyota Corolla WRC        | 1 h 18 min 32,1 s |
| 9          | Bruno Thiry     | Subaru Impreza S5 WRC '99 | 1 h 19 min 45,5 s |
| 10         | Petter Solberg  | Ford Escort WRC           | 1 h 20 min 11,4 s |

## Vainqueurs des spéciales
| Jour/Date           | Spéciale | Horaire | Nom            | Longueur (km) | Vainqueur       | Temps   | Leader du rallye |
| ------------------- | -------- | ------- | -------------- | ------------- | --------------- | ------- | ---------------- |
| 1er jour 12 février | SS1      | 10:38   | Malta          | 11.88         | Carlos Sainz    | 5:56.8  | Carlos Sainz     |
| 1er jour 12 février | SS2      | 11:24   | Sunnemo        | 30.87         | Tommi Mäkinen   | 15:17.5 | Carlos Sainz     |
| 1er jour 12 février | SS3      | 12:52   | Hamra          | 30.69         | Tommi Mäkinen   | 16:30.9 | Tommi Mäkinen    |
| 1er jour 12 février | SS4      | 13:55   | Torsby         | 4.00          | Carlos Sainz    | 2:13.4  | Tommi Mäkinen    |
| 1er jour 12 février | SS5      | 15:03   | Bjälverud      | 21.58         | Thomas Rådström | 11:07.8 | Tommi Mäkinen    |
| 1er jour 12 février | SS6      | 15:39   | Mangen         | 22.09         | Carlos Sainz    | 12:30.8 | Carlos Sainz     |
| 1er jour 12 février | SS7      | 17:41   | Langjohanstorp | 19.44         | Carlos Sainz    | 10:00.7 | Carlos Sainz     |
| 1er jour 12 février | SS8      | 19:08   | Kalvholmen     | 2.10          | Tommi Mäkinen   | 1:48.2  | Tommi Mäkinen    |
| 2e jour 13 février  | SS9      | 10:18   | Sagen 1        | 14.76         | Tommi Mäkinen   | 8:01.9  | Tommi Mäkinen    |
| 2e jour 13 février  | SS10     | 11:07   | Frederiksberg  | 27.83         | Tommi Mäkinen   | 16:15.6 | Tommi Mäkinen    |
| 2e jour 13 février  | SS11     | 13:13   | Nyhammar       | 27.79         | Tommi Mäkinen   | 14:49.7 | Tommi Mäkinen    |
| 2e jour 13 février  | SS12     | 15:24   | Jutbo          | 47.65         | Tommi Makinen   | 27:36.7 | Tommi Mäkinen    |
| 2e jour 13 février  | SS13     | 17:30   | Skog           | 22.82         | Carlos Sainz    | 12:57.7 | Tommi Mäkinen    |
| 2e jour 13 février  | SS14     | 18:30   | Lugnet         | 2.00          | Tommi Mäkinen   | 1:58.2  | Tommi Mäkinen    |
| 3e jour 14 février  | SS15     | 8:03    | Stromsdal      | 13.93         | Tommi Mäkinen   | 6:51.8  | Tommi Mäkinen    |
| 3e jour 14 février  | SS16     | 8:56    | Rammen 1       | 23.81         | Carlos Sainz    | 12:24.6 | Tommi Mäkinen    |
| 3e jour 14 février  | SS17     | 10:49   | Sagen 2        | 14.76         | Didier Auriol   | 7:59.1  | Tommi Mäkinen    |
| 3e jour 14 février  | SS18     | 10:49   | Rammen 2       | 23.81         | Carlos Sainz    | 12:22.7 | Tommi Mäkinen    |
| 3e jour 14 février  | SS19     | 14:00   | Mangstorp      | 22.49         | Didier Auriol   | 11:53.7 | Tommi Mäkinen    |

## Classement final
| Classement   | Numéro | Pilote                  | Copilote                  | Écurie                       | Voiture                      | Temps               | Écart               | Points |
| ------------ | ------ | ----------------------- | ------------------------- | ---------------------------- | ---------------------------- | ------------------- | ------------------- | ------ |
| 1            | 1      | Tommi Mäkinen           | Risto Mannisenmäki        | Marlboro Mitsubishi Ralliart | Mitsubishi Lancer Evo VI     | 3:29:15.6           | 0.0                 | 10     |
| 2            | 3      | Carlos Sainz            | Luis Moya                 | Toyota Castrol Team          | Toyota Corolla WRC           | 3:29:33.7           | +18.1               | 6      |
| 3            | 8      | Thomas Rådström         | Fred Gallagher            | Ford World Rally Team        | Ford Focus WRC '99           | 3:29:53.4           | +37.8               | 4      |
| 4            | 4      | Didier Auriol           | Denis Giraudet            | Toyota Castrol Team          | Toyota Corolla WRC           | 3:29:55.9           | +40.3               | 3      |
| 5            | 5      | Richard Burns           | Robert Reid               | Subaru World Rally Team      | Subaru Impreza S5 WRC '99    | 3:35:04.9           | +5:49.3             | 2      |
| 6            | 6      | Juha Kankkunen          | Juha Repo                 | Subaru World Rally Team      | Subaru Impreza S5 WRC '99    | 3:35:10.0           | +5:54.4             | 1      |
| 7            | 12     | Pasi Hagström           | Tero Gardemeister         | Pasi Hagström                | Toyota Corolla WRC           | 3:37:39.6           | +8:24.0             | 0      |
| 8            | 36     | Markko Martin           | Toomas Kitsing            | Markko Martin                | Ford Escort WRC              | 3:38:57.6           | +9:42.0             | 0      |
| 9            | 2      | Freddy Loix             | Sven Smeets               | Marlboro Mitsubishi Ralliart | Mitsubishi Lancer Evo VI     | 3:39:21.8           | +10:06.2            | 0      |
| 10           | 21     | Bruno Thiry             | Stéphane Prévot           | Subaru World Rally Team      | Subaru Impreza S5 WRC '99    | 5:30:56.8           | +14:06.2            | 0      |
| 11           | 14     | Petter Solberg          | Phil Mills                | Ford World Rally Team        | Ford Escort WRC              | 3:40:02.4           | +10:46.8            | 0      |
| 12           | 39     | Jonas Kruse             | Per Schlegel              | NCC                          | Mitsubishi Lancer Evo IV     | 3:42:28.1           | +13:12.5            | 0      |
| 13           | 19     | Jouko Puhakka           | Jakke Honkanen            | Tyre Research Institute RT   | Toyota Corolla WRC           | 3:44:48.5           | +15:32.9            | 0      |
| 14           | 20     | Stig-Olov Walfridsson   | Jan Svanström             | Mitsubishi Ralliart Sweden   | Mitsubishi Lancer Evo VI     | 3:44:59.9           | +15:44.3            | 0      |
| 15           | 17     | Krzysztof Hołowczyc     | Jean-Marc Fortin          | Turning Point Rally Team     | Subaru Impreza WRX           | 3:45:13.7           | +15:58.1            | 0      |
| 16           | 9      | Harri Rovanperä         | Risto Pietilainen         | SEAT Sport                   | SEAT Córdoba WRC             | 3:46:35.9           | +17:20.3            | 0      |
| 17           | 24     | Jani Paasonen           | Arto Kapanen              | Jani Paasonen                | Mitsubishi Carisma GT Evo IV | 3:46:58.7           | +17:43.1            | 0      |
| 18           | 23     | Manfred Stohl           | Peter Müller              | Manfred Stohl                | Mitsubishi Lancer Evo V      | 3:49:07.4           | +19:51.8            | 0      |
| 19           | 45     | Mats Karlsson           | Arne Hertz                | Mats Karlsson                | Mitsubishi Lancer Evo III    | 3:49:33.8           | +20:18.2            | 0      |
| 20           | 22     | Gustavo Trelles         | Martin Christie           | Ralliart Italia              | Mitsubishi Lancer Evo V      | 3:50:01.5           | +20:45.9            | 0      |
| 21           | 29     | Pier Svan               | Johan Olsson              | Opel Team Sweden             | Opel Astra Kit Car           | 3:50:10.8           | +20:55.2            | 0      |
| 22           | 31     | Harry Joki              | Ingemar Karlsson          | Volkswagen Motorsport Sweden | Volkswagen Golf III GTi 16V  | 3:51:20.1           | +22:04.5            | 0      |
| 23           | 48     | Gianluigi Galli         | Guido D'Amore             | Gianluigi Galli              | Mitsubishi Carisma GT Evo IV | 3:51:35.3           | +22:19.7            | 0      |
| 24           | 32     | Anders Nilsson          | Markku Kangas             | Opel Team Sweden             | Opel Astra GSi 16V           | 3:52:10.0           | +22:54.4            | 0      |
| 25           | 25     | Luís Climent            | Álex Romaní               | Valencia Terra y Mar         | Mitsubishi Lancer Evo III    | 3:53:15.8           | +24:00.2            | 0      |
| 26           | 49     | Hamed Al-Wahaibi        | Tony Sircombe             | Mitsubishi Ralliart          | Mitsubishi Carisma GT Evo IV | 3:53:51.5           | +24:35.9            | 0      |
| 27           | 41     | Jari Viita              | Tapio Eirtovaara          | Jari Viita                   | Ford Escort RS Cosworth      | 3:55:45.0           | +26:29.4            | 0      |
| 28           | 50     | Patric Carlsson         | Peter Johansson           | SEAT Dealer Team Sweden      | Seat Ibiza Kit Car Evo2      | 3:57:26.2           | +1:09:20.7          | 0      |
| 29           | 47     | Kris Rosenberger        | Per Carlsson              | Kris Rosenberger             | Mitsubishi Lancer Evo IV     | 3:59:23.5           | +30:07.9            | 0      |
| 30           | 63     | Mattias Ekström         | Christina Thörner         | Mattias Ekström              | Mitsubishi Lancer Evo IV     | 4:03:29.3           | +34:13.7            | 0      |
| 31           | 74     | Gert Blomqvist          | Lena Lindberg             | Peugeot Sport Sweden         | Peugeot 306 S16              | 4:04:31.0           | +35:15.4            | 0      |
| 32           | 80     | Karsten Richardt        | Frederiksen Ole Refsgaard | Karsten Richardt             | Mitsubishi Lancer Evo IV     | 4:05:20.3           | +36:04.7            | 0      |
| 33           | 33     | Toni Gardemeister       | Paavo Lukander            | Astra Racing                 | Seat Ibiza Kit Car Evo2      | 4:05:33.0           | +36:17.4            | 0      |
| 34           | 52     | Andreas Eriksson        | Patrick Henriksson        | Volkswagen Motorsport Sweden | Volkswagen Golf II GTi 16V   | 4:05:48.1           | +36:32.5            | 0      |
| 35           | 88     | Fredrik Eljas           | Sune Elofsson             | Fredrik Eljas                | Toyota Celica GT-Four        | 4:12:01.1           | +42:45.5            | 0      |
| 36           | 83     | Johan Jonsson           | Mikael Persson            | Johan Jonsson                | Seat Ibiza GTi 16V           | 4:14:19.8           | +45:04.2            | 0      |
| 37           | 72     | Clemens Andersson       | Raymond Eriksson          | Clemens Andersson            | Opel Corsa GSi               | 4:14:43.2           | +45:27.6            | 0      |
| 38           | 97     | Nils Tronrud            | Kjell Pettersen           | Nils Tronrud                 | Mitsubishi Lancer Evo V      | 4:15:35.3           | +46:19.7            | 0      |
| 39           | 86     | Minna Lindroos          | Jani Laaksonen            | Minna Lindroos               | Opel Astra GSi 16V           | 4:17:05.1           | +47:49.5            | 0      |
| 40           | 75     | Daniel Carlsson         | Kent-Ake Stenback         | Daniel Carlsson              | Opel Astra GSi 16V           | 4:19:16.6           | +50:01.0            | 0      |
| 41           | 67     | Bob Colsoul             | Tom Colsoul               | Bob Colsoul                  | Mitsubishi Lancer Evo IV     | 4:21:51.9           | +52:36.3            | 0      |
| 42           | 81     | Joakim Roman            | Thomas Andersson          | Joakim Roman                 | Mitsubishi Lancer Evo III    | 4:22:05.1           | +52:49.5            | 0      |
| 43           | 77     | Peter Lindblom          | Tommy Svedberg            | Peter Lindblom               | Citroen AX GTI               | 4:22:09.6           | +52:54.5            | 0      |
| 44           | 85     | Stéphane Caillet        | Christophe Valet          | Stéphane Caillet             | Peugeot 306 S16              | 4:23:51.0           | +54:35.4            | 0      |
| 45           | 91     | Oliver Marty            | Vincent Ducher            | Oliver Marty                 | Peugeot 106                  | 4:23:55.4           | +54:39.8            | 0      |
| 46           | 53     | Salvador Cañellas       | Carlos del Barrio         | Salvador Cañellas            | Seat Ibiza Kit Car Evo2      | 4:24:07.6           | +54:52.0            | 0      |
| 47           | 94     | Wakujiro Kobayashi      | Mitsushiro Yamamoto       | Wakujiro Kobayashi           | Mitsubishi Lancer Evo IV     | 4:31:16.1           | +1:02:00.5          | 0      |
| 48           | 76     | Mattias Aronsson        | Rolf Andersson            | Mattias Aronsson             | Opel Astra GSi 16V           | 4:31:39.3           | +1:02:23.7          | 0      |
| 49           | 107    | Walter Olofsson         | Kjell Andersson           | Walter Olofsson              | Suzuki Swift GTi             | 4:32:04.1           | +1:02:48.5          | 0      |
| 50           | 105    | Lasse Storm             | Ulf Storm                 | Lasse Storm                  | Citroen AX GTI               | 4:32:28.0           | +1:03:12.4          | 0      |
| 51           | 103    | Anders Wann             | Mikael Eriksson           | Anders Wann                  | Suzuki Swift GTi             | 4:32:34.5           | +1:03:18.9          | 0      |
| 52           | 98     | Lars Johansson          | Hans Gustavsson           | Lars Johansson               | Opel Astra GSi 16V           | 4:34:00.0           | +1:04:44.4          | 0      |
| 53           | 95     | Jochen Walther          | Kay Treder                | Jochen Walther               | Mazda 323                    | 4:34:27.1           | +1:05:11.5          | 0      |
| 54           | 96     | Natalie Barratt         | Stella Boyles             | Natalie Barratt              | Mitsubishi Lancer Evo IV     | 4:34:41.1           | +1:05:11.5          | 0      |
| 55           | 106    | Jörgen Jönsson          | Christer Bergh            | Jörgen Jönsson               | Suzuki Swift GTi             | 4:35:27.4           | +1:06:11.8          | 0      |
| 56           | 99     | Mauro Patrucco          | Grazia Bucci              | Mauro Patrucco               | Honda Civic Type R           | 4:37:33.5           | +1:08:17.9          | 0      |
| 57           | 114    | Jacques Gleizes         | Jeanine Porterat-Gleizes  | Jacques Gleizes              | Citroen AX GTI               | 4:40:27.4           | +1:11:11.8          | 0      |
| 58           | 92     | Anders Floren           | Curt Rosen                | Anders Floren                | Volkswagen Golf GTi          | 4:41:40.3           | +1:12:24.7          | 0      |
| 59           | 93     | Heikki Salmen           | Juha Rinne                | Heikki Salmen                | Mercedes-Benz C220           | 4:42:40.7           | +1:13:25.1          | 0      |
| 60           | 112    | Daniel Duterte          | Aline Vielle              | Daniel Duterte               | Peugeot 205                  | 4:46:09.3           | +1:16:53.7          | 0      |
| 61           | 109    | Siegfried Mayr          | Torsten Krautwald         | Siegfried Mayr               | Suzuki Swift GTi             | 4:52:38.1           | +1:23:22.5          | 0      |
| 62           | 108    | Hans Sellberg           | Bo Fransson               | Hans Sellberg                | Suzuki Swift GTi             | 5:03:53.4           | +1:34:37.8          | 0      |
| 63           | 111    | Jennie-Lee Hermansson   | Stefan Bergman            | Jennie-Lee Hermansson        | Renault Clio 16S             | 5:14:55.3           | +1:45:39.7          | 0      |
| 64           | 90     | Harry Brunken           | Lothar Schu               | Harry Brunken                | Ford Escort RS Cosworth      | 5:16:28.2           | +1:47:12.6          | 0      |
| Abandon SS19 | 27     | Kenneth Eriksson        | Staffan Parmander         | Hyundai Motorsport           | Hyundai Coupé Kit Car Evo2   | Moteur              | Moteur              | 0      |
| Abandon SS19 | 60     | Petter Akerstrom        | Lennart Pullander         | Petter Akerstrom             | Toyota Celica GT-Four        | Accident            | Accident            | 0      |
| Abandon SS19 | 104    | Joakim Gustavsson       | Mikael Holmgren           | Joakim Gustavsson            | Volkswagen Polo GTi          | Accident            | Accident            | 0      |
| Abandon SS16 | 37     | Mats Thorszelius        | Niklas Fransson           | Mats Thorszelius             | Toyota Celica GT-Four        | Retrait             | Retrait             | 0      |
| Abandon SS16 | 44     | Kristoffer Nilsson      | Per Andersson             | Kristoffer Nilsson           | Subaru Impreza WRX STi       | Accident            | Accident            | 0      |
| Abandon SS13 | 26     | Juha Kangas             | Mika Ovaskainen           | Juha Kangas                  | Subaru Impreza GC8           | Boîte de vitesses   | Boîte de vitesses   | 0      |
| Abandon SS13 | 56     | Bjorn Gustafsson        | Jan Pettersson            | Bjorn Gustafsson             | Toyota Celica Turbo 4WD      | Direction           | Direction           | 0      |
| Abandon SS13 | 87     | Birger Kvarnstrom       | Peter Jansson             | Birger Kvarnstrom            | Nissan Sunny GTI-R           | Cardan              | Cardan              | 0      |
| Abandon SS13 | 110    | Manuel Muniente         | Diego Vallejo             | Manuel Muniente              | Peugeot 106 Kit Car          | Boîte de vitesses   | Boîte de vitesses   | 0      |
| Abandon SS12 | 30     | Alister McRae           | David Senior              | Hyundai Motorsport           | Hyundai Coupé Kit Car Evo2   | Problème électrique | Problème électrique | 0      |
| Abandon SS12 | 84     | Daniel Ljung            | Stefan Svensson           | Daniel Ljung                 | Volkswagen Golf GTi 16V      | Accident            | Accident            | 0      |
| Abandon SS11 | 28     | Jorgen Jonasson         | Pecka Svensson            | SEAT Dealer Team Sweden      | Seat Ibiza Kit Car Evo2      | Accident            | Accident            | 0      |
| Abandon SS11 | 89     | Karl Rumpler            | Maria Rumpler             | Karl Rumpler                 | Ford Sierra RS Cosworth      | Moteur              | Moteur              | 0      |
| Abandon SS9  | 7      | Colin McRae             | Nicky Grist               | Ford World Rally Team        | Ford Focus WRC '99           | Moteur              | Moteur              | 0      |
| Abandon SS9  | 21     | Juuso Pykälistö         | Esko Mertsalmi            | Mitsubishi Ralliart Finland  | Mitsubishi Carisma GT Evo IV | Moteur              | Moteur              | 0      |
| Abandon SS9  | 54     | Tomas 'Gullabo' Jansson | Lars Bäckman              | Peugeot Sport Sweden         | Peugeot 106 Maxi             | Boîte de vitesses   | Boîte de vitesses   | 0      |
| Abandon SS8  | 73     | Peter Blomberg          | Christer Tornberg         | Peter Blomberg               | Opel Corsa GSi               | Accident            | Accident            | 0      |
| Abandon SS7  | 102    | Roberto Ghiringhelli    | Stefano Cossi             | Roberto Ghiringhelli         | Opel Calibra 16V             | Retrait             | Retrait             | 0      |
| Abandon SS6  | 62     | Patrik Holmlund         | Mikael Jansson            | Patrik Holmlund              | Subaru Impreza WRX           | Boîte de vitesses   | Boîte de vitesses   | 0      |
| Abandon SS6  | 64     | Torgny Mogren           | Morgan Sandberg           | Torgny Mogren                | Mitsubishi Lancer Evo III    | Accident            | Accident            | 0      |
| Abandon SS6  | 65     | Abdullah Bakhashab      | Michael Park              | Toyota Team Saudi Arabia     | Toyota Celica GT-Four        | Suspension          | Suspension          | 0      |
| Abandon SS5  | 68     | Lars-Goran Andersson    | Mikael Johansson          | Lars-Goran Andersson         | Volkswagen Golf GTi 16V      | Boîte de vitesses   | Boîte de vitesses   | 0      |
| Abandon SS3  | 15     | Sebastian Lindholm      | Jukka Aho                 | Gazprom Rally Team           | Ford Escort WRC              | Cardan              | Cardan              | 0      |
| Abandon SS3  | 34     | Stig Blomqvist          | Benny Melander            | Ford World Rally Team        | Ford Puma Kit Car            | Accident            | Accident            | 0      |
| Abandon SS3  | 42     | Kenneth Johansson       | Goran Bergsten            | Kenneth Johansson            | Mitsubishi Lancer Evo IV     | Embrayage           | Embrayage           | 0      |
| Abandon SS3  | 43     | Pernilla Solberg        | Ulrika Mattsson           | Team Walfridsson             | Mitsubishi Lancer Evo IV     | Accident            | Accident            | 0      |
| Abandon SS3  | 55     | Christer Steen          | Per Westman               | Christer Steen               | Škoda Felicia Kit Car        | Embrayage           | Embrayage           | 0      |
| Abandon SS3  | 58     | Helge Menkerud          | Engh Gunhild Hvaal        | Helge Menkerud               | Ford Escort RS Cosworth      | Embrayage           | Embrayage           | 0      |
| Abandon SS3  | 69     | Mats Bergea             | Mattias Andersson         | Volkswagen Motorsport Sweden | Volkswagen Polo 16V          | Accident            | Accident            | 0      |
| Abandon SS3  | 70     | Jari Sipponen           | Petra Santala             | Jari Sipponen                | Opel Astra GSi 16V           | Cardan              | Cardan              | 0      |
| Abandon SS3  | 71     | Peter Liwell            | Tommy Wallin              | Peter Liwell                 | Škoda Felicia Kit Car        | Accident            | Accident            | 0      |
| Abandon SS3  | 100    | Tor Erik Rismyhr        | Hilding Haustreis         | Tor Erik Rismyhr             | Honda Civic Type R           | Accident            | Accident            | 0      |
| Abandon SS2  | 10     | Marcus Grönholm         | Tero Gardemeister         | SEAT Sport                   | SEAT Córdoba WRC             | Moteur              | Moteur              | 0      |
| Abandon SS2  | 82     | Kaj Kuistila            | Tapio Palola              | Kaj Kuistila                 | Mitsubishi Lancer Evo V      | Moteur              | Moteur              | 0      |
| Abandon SS1  | 16     | Mats Jonsson            | Johnny Johansson          | Bo-Be Plastindustri AB       | Ford Escort WRC              | Boîte de vitesses   | Boîte de vitesses   | 0      |
| Abandon SS1  | 51     | Jani Pirttinen          | Timo Hantunen             | Jani Pirttinen               | Volkswagen Golf GTi 16V      | Accident            | Accident            | 0      |
| Abandon SS1  | 66     | Aleksander Käo          | Aare Ojamäe               | Aleksander Käo               | Mitsubishi Lancer Evo IV     | Pompe à essence     | Pompe à essence     | 0      |
| Abandon SS1  | 78     | Pontus Stridh           | Max Lindqvist             | Pontus Stridh                | Volkswagen Polo 16V          | Accident            | Accident            | 0      |

## Classements généraux à l'issue du rallye
| 1 |   | Tommi Mäkinen   | 20 |   | Marlboro Mitsubishi Ralliart | 20 |
| 2 |   | Juha Kankkunen  | 7  | 2 | Toyota Castrol Team          | 13 |
| 3 |   | Didier Auriol   | 7  | 1 | Subaru World Rally Team      | 10 |
| 4 | 3 | Carlos Sainz    | 6  | 1 | SEAT Sport                   | 5  |
| 5 | 2 | Thomas Rådström | 4  |   | Ford World Rally Team        | 4  |